# Dírenský potok
Dírenský potok je potok v jihovýchodních Čechách, pravostranný přítok řeky Lužnice, který odvodňuje jihovýchod okresu Tábor a přilehlé menší části okresů Jindřichův Hradec a Pelhřimov. 

## Povodí a tok
Dírenský potok pramení 3 km severně od obce Mnich, u vesnice Chválkov, ve výšce okolo 615 m n. m., teče jihozápadním směrem, přibírá Hladovský potok, pod obcí Deštná napájí Voleský rybník, v Červené Lhotě napájí Zámecký rybník, také v Dírné protéká Zámeckým rybníkem a před Doležalovým mlýnem přibírá vodu Ryšánského potoka.
Dále Dírenský potok míří na západ, pod obcí Dírná protéká rybníkem Starosta, mine ves Kvasejovice a pak přes obec Přehořov a kolem Podchlebovského mlýna vtéká u Soběslavi do rybníka Nadýmač. Tok potoka končí (ve výšce okolo 400 m n. m.) zprava pod jezem Čejnov v řece Lužnici.